# Bibliotheca Corviniana
A Bibliotheca Corviniana Mátyás király híres budai könyvtára, a reneszánsz kori Európa legjelentősebb gyűjteménye volt a vatikáni állomány után. Az ott őrzött, illetve onnan származó kódexek hagyományos elnevezése a korvinák. Mátyás halálakor a becslések szerint 2500 korvina létezhetett, és több megrendelt, elkészült kódex már Firenzében maradt. Ma azokat a kódexeket és kéziratokat sorolják a korvinák közé, amelyekben szerepel Mátyás vagy az utóda címere, vagy Mátyás budai könyvtárára jellemző egyedi bőrkötésben vannak, vagy egyértelmű forrás igazolja, hogy a reneszánsz magyar uralkodó számára készültek. A budai könyvkötő műhely Mátyás reprezentatív könyvtára számára egyedi kötéstípust fejlesztett ki. Az Országos Széchényi Könyvtár egy virtuális tárlaton számos corvinának elérhetővé tette a 3D-s online változatát.

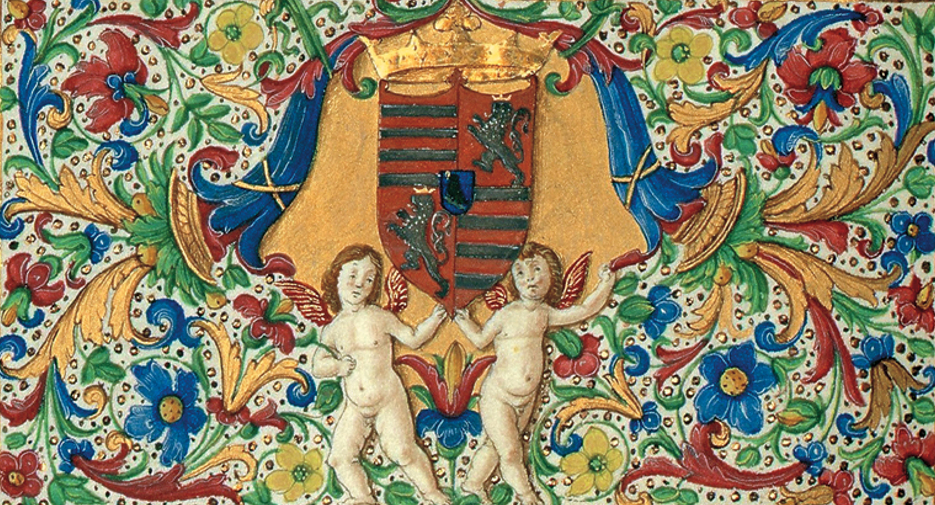
I. Mátyás magyar király hollós címere egy korvina lapján, a boglárpajzs kerek talpú, kék színű, rajta egy barna ágon áll egy jobbra forduló, fekete holló, szájában aranygyűrűt tart

## Története

### A könyvtár létrejötte
Nevének eredete a latin corvus szó, melynek jelentése holló. (Mátyás családi címerében látható a gyűrűt tartó holló). I. Mátyás az 1460-as években kezdett el könyveket gyűjteni. Könyvgyűjtő szenvedélyét valószínűleg Vitéz János, Várad püspöke, valamint Janus Pannonius táplálták. Miután mindketten részt vettek a király ellen szervezett összeesküvésben, az ő könyvtáraik is a király gyűjteményébe kerültek. Mátyás 1476-ban feleségül vette Aragóniai Beatrixot, aki Nápolyból hozott magával gazdag könyvgyűjteményt. A Bibliotheca Corviniana gyarapodását segítették a főleg Taddeo Ugoletti irányítása alatt itt dolgozó másolók, fordítók, könyvkötők és a beszerzők nemzetközi hálózata is. Mátyás megbízásából számos kötet készült Francesco Cherico, Gherardo, Monté di Giovanni és Attavante degli Attavanti firenzei műhelyében. A könyvtár létesítése beilleszkedett a kor humanista törekvéseibe, a könyvek száma felülmúlta a firenzei Lorenzo „il Magnifico” Medici gyűjteményét is. Mátyás halála után azonban megszűnt a könyvtár gondozása és a könyvek gyűjtése.
Brassicanus német tudós Mátyás halála után néhány évvel még járt a híres könyvtárban, és ámuldozva így írt: „Megtekintettem az összes könyveket. Mit is mondok: könyveket? Mindegyik könyvet kincsnek mondhatnám. Számtalan latin, görög és héber könyv állott előttem, amiket Mátyás óriási pénzen Hellász belsejéből hozatott. Láttam az apostoli kánonoknak egy megbecsülhetlen példányát, a cyrenaei Theodoretus teljes zsoltármagyarázatát, Aranyszájú szent János, Arthanasius, Cyrillus, Nazianzi Gergely, Nagy Basilius műveit. A költőket, szónokokat, bölcsészeket és történetírókat, kiknek munkái tömegesen állottak előttem, nem is említem.”[forrás?] Mátyás fiát, Corvin Jánost kötelezték arra, hogy könyveket csak az országnagyok beleegyezésével vehessen ki a könyvtárból. II. Ulászló kezdte a könyvek elajándékozását, számos darab került így a bécsi udvari könyvtárba. II. Lajos folytatta a könyvek elajándékozását.

### Mohács után
Amikor a mohácsi csata után a török fősereg 1526. szeptember 12-én bevonult a védtelenül hagyott Budára (az udvar Pozsonyba menekült), csapatai kifosztották a könyvtárat, és elkezdték a környék kifosztását. 1541-ben a török újra elfoglalta Budát, és a legtöbb itt található mű, köztük 650 páratlan antik kézirat eltűnt. Néhány könyv azonban megmaradt. 
Beatrix királyné például visszaküldött néhány művet Nápolyba. V. Károly húga, Habsburg Mária (II. Lajos király özvegye) is magával vitt néhány korvinát Brüsszelbe.
A legtöbb könyv azonban Konstantinápolyba vándorolt, és mint utóbb kiderült, a  török diplomácia évszázadokig arra használta, hogy kedvelt nagyköveteket ajándékozzanak meg az egyes értékes darabokkal. Így kerültek könyvek például a lengyel Toruńba, Oxfordba vagy Lipcsébe. Huszonhat könyvet Ferenc Józsefnek küldtek, ezeket Bécsben őrizték.
Csapodi Csaba szerint: Mégis, legalább mennyiségben, a könyvtár zöme még együtt volt akkor, amikor Szulejmán szultán 1526-ban bevonult Budára. Pestet, Budát elhamvasztotta, de a királyi palotát megkímélte ettől a sorstól. „Mivel benne tartózkodott, nem tartotta illendőnek a fölégetését." De „a nyomorult királynak a várban levő tömérdek kincsei, házi berendezése, ágyúi, ágyúgolyói lefoglaltattak". A tömérdek elhurcolt zsákmány közt kellett lenniük a Corvina Könyvtár díszes köteteinek is, mert ettől kezdve sorra bukkannak föl korvinák Konstantinápolyban, és a végső maradványokat 1862-ben a Magyar Tudományos Akadémia egy küldöttsége megtalálta a szeráj helyiségeiben. Ezek egy-két kivétellel ma szultáni ajándékként Budapesten vannak.
Habár 1686-ban Buda visszafoglalásakor a várat teljesen szétlőtték az ostromló császári csapatok, Luigi Ferdinando Marsigli nyelvész-filológus, hadmérnöknek mégis sikerült megmentenie a várban található Mátyás kori korvinák még megmaradt darabjait, amiket aztán több kézirattal együtt magával vitt és később a saját kéziratgyűjteményével együtt, a bolognai Egyetemi Könyvtárra hagyta.
Marsigli tudva a Budán lévő keleti könyvtár létezéséről, annak maradványait próbálta megmenteni, amelyre a főmecsetben rá is akadt. Emellett a Corvina maradványait is megtalálta; az eredeti 50.000-nyi kötetből az épen maradt és szétszaggatott könyvek száma 800 volt Buda visszavételekor. Ezekből Rabattá 300-at Bécsbe küldetett. Marsigli néhányat megtartott magának, Petelio császári könyvtárnokot pedig arra kérte, állítsa össze a Bécsbe küldött könyvek jegyzékét. ez azonban nem készült el soha.

### A Bibliotheca Corviniana napjainkban

1990-ben, Mátyás halálának 500. évfordulóján kiállítást szervezett az Országos Széchényi Könyvtár (OSZK) Magyarország nemzeti könyvtára, hogy bemutassa a felkutatott darabokat. Ez a kiállítás csak töredékét tudta bemutatni az egykori gyűjteménynek, de így is megmutatta, hogy a Bibliotheca Corviniana egykor közvetlenül a Vatikáni Apostoli Könyvtár után következett nagyságban és a művek változatosságában.
A Bibliotheca Corviniana 2005-ben felkerült az UNESCO a világ emlékezete program listájára. Ma már 216 korvina ismert, a világ minden tájáról. Magyarországon 53 mű található. Az Osztrák Nemzeti Könyvtár 39 kötetet birtokol, a különböző olasz könyvtárakban 49 darab található, a többi francia (7), német (8), angol, török és amerikai gyűjteményben.

## Galéria
- A Ransanus-kódex lapja, a miniatúrán Pietro Ranzano beszédet mond Mátyás és Beatrix előtt
- A magyar nemzeti ereklye a Philostratus-corvina[10] díszoldala - amelynek Antonio Bonfini volt a latinra fordítója[11]
- A Philostratus-kódex egy másik díszes lapja
- A Hieronymus-korvina címlapja, Kézirattár, Cod. Lat. 347, f. 1r. – A mű Szent Jeromos Szent Pál leveleihez írt magyarázatait tartalmazza
- A Mátyás-Graduale lapja[12]
- Mátyás személyes kérésére készült Biblia egy lapja
- Antonio Bonfini Symposion a szüzességről és a házastársi szeméremről (Symposion de virginitate et pudicitia coniugali) című műve, a C iniciáléban Beatrix királyné portréja
- Corvina címlap II. Ulászló magyar király címerével, amely Beda Venerabilis és Lucius Annaeus Seneca műveit tartalmazza (Clm 175), Georg Hörmann, a tiroli Schwatzban működő faktor ajándékozta urának, Johann Jakob Fuggernek, 1544-ben
- A vatikáni Corvin-Breviarium kódex díszlapja. Szent Pál prédikál, előtte ül trónján Hunyadi Mátyás, Magyarország királya, mellette Beatrix királyné